# Хун Сюэчжи
Хун Сюэчжи́ (кит. упр. 洪学智, пиньинь Hóng Xuézhì; 2 февраля 1913 — 20 ноября 2006) — военный и политический деятель Китая, генерал (1955).

## Биография
Родился на территории уезда Шанчэн провинции Хэнань (сейчас это место находится на территории уезда Цзиньчжай провинции Аньхой). В 1929 вступил в Коммунистическую партию Китая. В 1935 участвовал в Великом походе. В годы Японо-китайской войны принимал участие в Битве ста полков. Летом 1950 командовал штурмом архипелага Ваньшань, завершившим Гражданскую войну в Китае. 
В ходе Корейской войны занимал пост заместителя командующего (командующий — Пэн Дэхуай) и начальника снабжения Народной добровольческой армии, участвовал в заключении Договора о прекращении огня, завершившего войну в 1953 году. 
В 1955 произведен в звание генерала. В 1959 был лишён этого звания за поддержку Пэн Дэхуая, выступившего против проводимой Мао Цзэдуном политики «Большого скачка». В 1960-е был реабилитирован, однако в годы Культурной революции подвергался преследованиям со стороны хунвэйбинов. 
В конце 1970-х снова реабилитирован. Участвовал в работе Центрального военного совета (до 1989). Занимал пост заместителя председателя 7-го и 8-го Народного политического консультативного совета. 
В начале 2000-х годов выступил против издания «Избранных трудов Цзян Цзэминя о военной мысли», в подписанном совместно с другими генералами письме отмечалось, что «Цзян неверно себя позиционирует».

## Семья
Был женат на Чжан Вэнь. Имел трёх сыновей и пятерых дочерей. Сын Хун Ху в 1999—2004 был губернатором провинции Гирин.

## Интересные факты
В 1988 году, после восстановления системы воинских званий в НОАК, Хун Сюэчжи и ещё 16 офицерам было присвоено звание генерал-полковник. Хун Сюэчжи стал единственным офицером, который дважды получил это воинское звание и единственным генералом, получившим это звание в 1955 году.